# Вукослав Хрватинић
Вукослав Хрватинић (пре 1299. - пре 16. априла 1343) је био великаш из Доњих Краја. Припадао је породици Хрватинића. Наследио је жупе Бањицу и Врбању са градовима Кључем и Котором.

## Биографија
Вукослав је био један од тројице синова Хрватина Стјепанића, родоначелника Хрватинића. Његово име се не наводи у повељама издатим његовом оцу (1299, 1301, 1304, 1305). Њихов садржај се, међутим, односи и на Вукослава. Први помен Вукослава је из 1315. године. У Саници, у жупи Сани, Вукослав је измирио неког Вука Обрадова са његовим племеном. Овде се Вукослав помиње као кнез. Вукослав је 1325. године издао повељу у граду Кључу у присуству капелана Гргура и кнеза Радека. Овом повељом Вукослав је даровао слободу Јурјевом незаконитом сину Храничу. Овде се Вукослав титулише као кнез и као син покојног кнеза. Синови кнеза Хрватина рано су прешли на страну Стефана II Котроманића, иако је њихов отац био вазал Младена I и Павла I Шубића. Угарски краљ Карло Роберт уклонио је са власти Павловог сина, Младена II, који је од 1304. до 1322. године носио титулу босанског бана. На босански престо поставио је Стефана II. У борби угарског краља против Младена Шубића, Хрватинићи су подржавали Карла Роберта и Стефана II. У прве две сачуване повеље Стефана из 1326. године Вукослав се наводи као син кнеза Хрватина кључког. Стефан је тиме оспоравао власт Хрватина над целим Доњима Крајима. Стефан није ниједном од синова кнеза Хрватина Стјепанића желео признати титулу кнеза Доњих Краја како би сузбио утицај моћне властеле. Тежио је да са сваким појединачно успостави добре односе на основу њихове личне верне службе. То је довело до цепања моћне породице на више фракција као што се раније то десило са Шубићима и Бабонићима. Међутин, власт Стефана II Котроманића над Доњим Крајима непосредно је зависила од верности Хрватинића.
Након неуспешне побуне Стефана IV Бабонића, Вукослав је напустио и бившег "бана Славоније", заједно са породицом Бабонић. Стефан II му је за узврат признао поседовање жупа Бањице и Врбање са градовима Кључем и Котором као награду за верну службу. Ове градове држала је до тада "неверна властела" која се супротставила босанском бану. У другој повељи из 1329. године повластице Вукослава понављају се пред највишим представницима Цркве босанске и босанским великашима. Вукослав је стекао и финансијски имунитет на овим просторима јер је ослобођен свих давања босанском бану сем оних које добровољно дарује бану Стефану. Једина обавеза према бану била је војна служба. Међу сведоцима прве Стефанове повеље је тепчија Радослав што је и разумљиво јер је бан дао те територије Вукославу у баштину. Тепчије у Босни су, као и у Србији, водиле рачуна о владаревим земљишним приходима и тесали су међе на њима. Другом повељом из 1329. године Вукослав је добио још једну значајну повластицу. Он је из жупе Лушци, из које је пребегао бану Стефану, могао у року од десет година преселити у жупу Бањицу и Врбању све оне који су били вољни да му приђу.
У случају невере бан не може засужњити Вукослава већ му мора дати могућност да се оправда пред "светим мужем". Повеља из 1329. године прва је позната повеља у којем се појављује институционално изграђена Црква босанска као јамац права једног босанског великаша. Вукослав се помиње и у повељи коју су издали Стефан и његова мајка Јелисавета Вукославовом брату Вукцу. Повеља није датирана, али је донесена након 1329. године будући да се поред бана помиње и његова неименована жена. У повељи се као позитивна пракса наводи начин на који су потврђена права кнеза Вукослава. У истом смислу Вукослав се помиње и у исправи кнеза Владислава, његове жене Јелене и синова, бана Твртка и кнеза Вука. Иправа је из 1353/4. године када је Вукослав већ десетак година био мртав.

## Породица
Вукославов отац био је Хрватин Стјепанић, син Стјепана, првог познатог припадника Хрватинића. Име Вукославове мајке није познато. Имао је двојицу браће, Вукца и Павла. Његова жена, Јелена, била је ћерка крбавског кнеза Курјака. Она је након мужевљеве смрти (пре 16. априла 1343) ступила у манастир у Шибенику. Године 1350. била је у манастиру Светог Николе у Задру. Јелена и Вукослав имали су тројицу синова:
- Влатко Вукославић
- Вук Вукославић
- Павле Вукославић